# Benicjusz
Benicjusz – imię męskie pochodzące od włoskiego serwity, św. Filipa Benicjusza (wł. Benizi). Imieniny obchodzi 23 sierpnia.
W innych językach:
- (ang.) Benitius
- (cz.) Benicius
- (hiszp.) Benicio
- (niem.) Benitius
- (wł.) Benizi, Benizzi

Znane osoby noszące to imię:
- Benicio del Toro – portorykański aktor
- Benicjusz Głębocki – prof. dr hab. w Instytucie Gospodarki Turystycznej i Geografii WSG w Bydgoszczy, specjalista w skali krajowej z zakresu geografii rolnictwa i gospodarki żywnościowej[3]